# Daniel Stefański
Daniel Bogdan Stefański (Bydgoszcz, 2 luglio 1977) è un arbitro di calcio polacco.